# Вакідзака Ясухару
Вакідзака Ясухару (яп. 脇坂 安治; 1554 — 26 вересня 1626) — японський самурайський військовик, адмірал, даймьо періоду Сенґоку.

## Життєпис
Походив з роду Вакідзака, однією з гілок клану Фуджівара. Син Вакідзаки Ясуакі. Був васалом військовика Акеті Міцухіде. Бився на його боці в провінції Тамба при Курої (1576–1577 роки), у кампанії Хіджіяма 1581 року. Після повстання Акеті проти Ода Нобунага залишився на боці Муціхіде. Потім бився при Ямадзакі у 1582 році проти Тойотомі Хідейосі. Після поразки Акеті Міцухіде при Ямадзакі Ясухару перейшов на бік Тойотомі Хідейосі.
У 1583 році він воював на боці Хідейосі при Сідзуґадаке 1583 року і заслужив звання одного з «Семи списів при Сідзуґадаке» («Сідзуґадаке сіті-хон яри») як найбільш звитяжних воїнів. У 1585 році за свої заслуги Ясухару отримав у володіння острів Авадзі з доходом 30000 коку рису.
Після цього очолив флот Тойотомі, командуючи частиною флоту Хідейосі під час кампанії на Кюсю 1587 року, при Одавара 1590 року і під час вторгнення до Кореї у 1592–1598 роках. В останній кампанії не здобув великих перемог. У 1592 році зазнав поразки при Хасандо, у 1597 році у битві при Миеониян (разом з Тодо Такатора, Като Йошіакі, Курушіма Мітіфуса), 1598 року при Норияні від корейського флота Лі Сунсіна.
У 1600 році він пішов за прикладом Кобаякаиа Хідеакі, в розпал бою при Секіґахара перейшов на бік Токугава Іеясу. У цій битві Ясухару командував близько 1000 вояків. Потім Ясухару штурмував замок Саваяма, що належав роду Ісіда. У 1609 році він отримав наділ у 50000 коку в провінції Іє. Він не брав участь у Осацьких кампаніях 1614 та 1615 років. У 1617 році був переміщений у володіння Ііда (провінція Сінано). Ще у 1615 році він передав родовий маєток синові Ясумото, а у 1623 році прийняв постриг та оселився в Кіото, дей помер у 1626 році.